# John Douglas (gouverneur)
John Douglas, (né le 5 décembre 1836 - mort le 22 août 1862), est un politicien anglo-irlandais, et gouverneur intérimaire du Ceylan britannique dans l'actuel Sri Lanka. 

## Biographie
John Douglas est le fils du Général James Dawes Douglas (1795-1862) et de Marianne Bullock.

## Distinctions
Ordre de Saint-Michel et Saint-Georges Chevalier Commandeur